# Martin Thau (Drehbuchautor)
Martin Thau (* 1954 in Essen) ist ein deutscher Drehbuchautor, Dozent und ehemaliger Studienleiter der Drehbuchwerkstatt München.

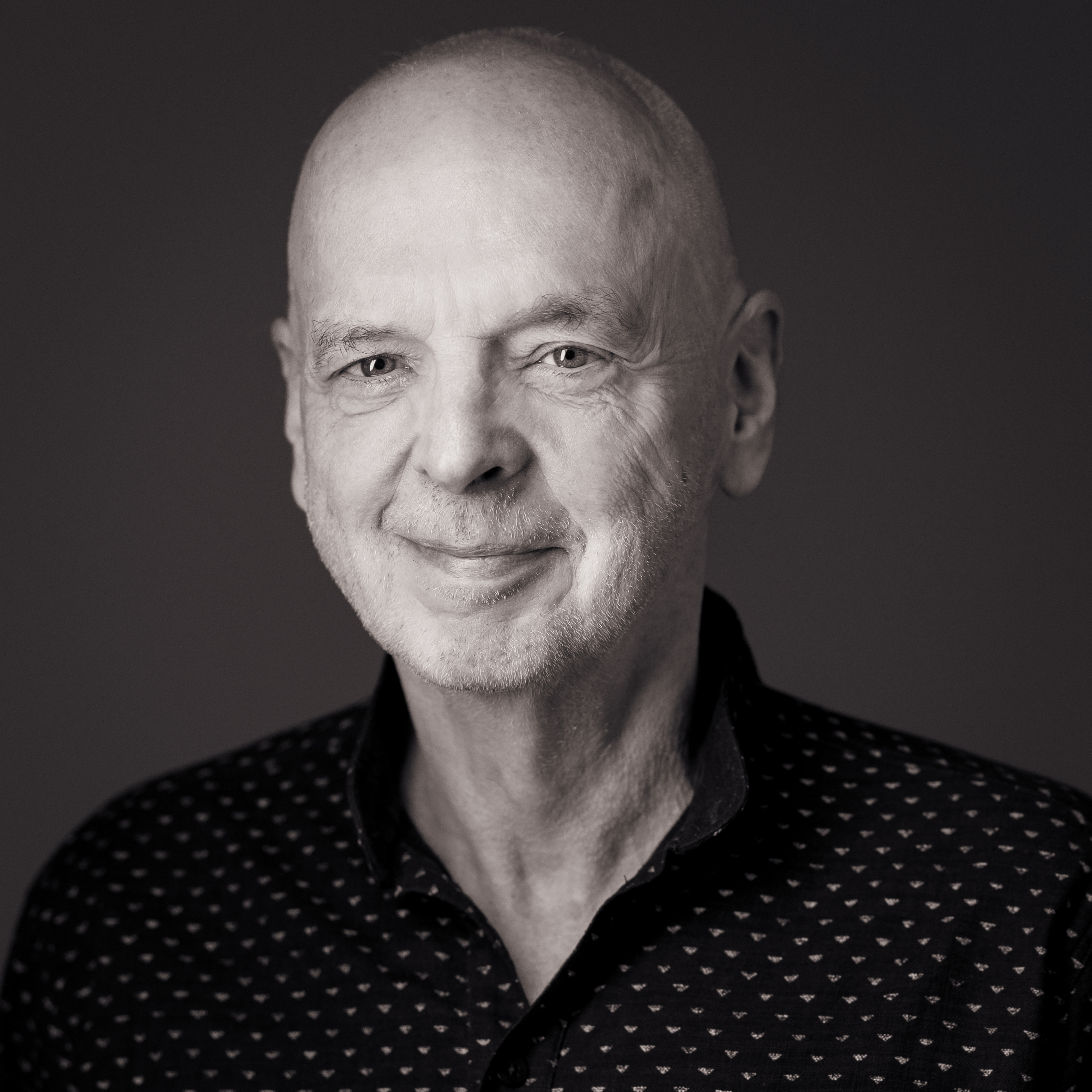
Martin Thau (2024)

## Leben
Thau ist Sohn der Schauspielerin Brigitte Lebaan und der ältere Bruder des Filmproduzenten und Drehbuchlektors Oliver Thau. Das Abitur legte er 1973 am jesuitischen Mauritius-Gymnasium Büren ab. Seinen Ersatzdienst leistete er bei der Aktion Sühnezeichen Friedensdienste als community organizer in Montreal und Los Angeles. Er studierte neuere deutsche Literatur und Philosophie an der Julius-Maximilians-Universität Würzburg und der Ludwig-Maximilians-Universität München sowie Spielfilmregie an der Hochschule für Fernsehen und Film München (HFF). Während des Studiums schrieb und übersetzte er Heftromane und Kurzkrimis. Sein HFF-Übungsfilm Feuerprobe lief auf dem Fantasy-Filmfestival in Brüssel, der Abschlussfilm Die Spielverderber in der „Film noir“-Reihe des Norddeutschen Rundfunks.
Thau war der Seminarübersetzer Robert McKees während dessen Deutschland-Tourneen. 1989 berief ihn die Hochschule für Fernsehen und Film zum Studienleiter ihres neuen Szenaristen-Programms.
Bis Ende der 1980er Jahre schrieb Thau Fernsehszenarien für das ARD-Vorabendprogramm (Gastspieldirektion Gold, Forstinspektor Buchholz) und das Familienprogramm des ZDF. Ab 2008 war er Drehbuchautor von Urban Explorer und The Captain of Nakara. Mit Anthony Waller entwickelte Martin Thau das Thriller-Drehbuch Mute Witness (1995). Er beriet darüber Bücher für Film-Projekte der parteinahen Stiftungen und begleitete die Realisierung des ersten kenianischen 90-Minuten-Spielfilm Saikati von Anne Mungai. Es folgten praxisorientierte Drehbuchworkshops an den Goethe-Instituten Afrikas und Asiens und bei der Münchner Filmwerkstatt.
1996 konzipiert er das EU-Media-Programm Sagas – Writing Interactive Fiction. und begleitet dessen Anfangsphase.
Seit 2008 verhilft Martin Thau herausgeforderten oder aufgegebenen Drehbüchern zur Veröffentlichungsreife.

## Veröffentlichungen
Jugendroman
- Die Nordlichter 1989, Arena Verlag.

Fachtexte
- Der große Genre-Führer: Regeln und Merkmale der bekannten Film- und Fernsehgenres. ISBN 3-8482-1557-8.
- Aristoteles’ Poetik für Spannungsautoren. ISBN 1-5009-8505-8.
- Schule des Drehbuchs: Wege und Abkürzungen zu spannenden Filmvorlagen. ISBN 1-5009-7724-1.
- Manuel scénario: Moyens et raccourcis pour des modèles de film captivants. ISBN 1-5009-8428-0.
- Writing for Audience: The Guide to a Well-Received Screenplay. ISBN 979-8341320826.